# Уста Зейнал Наггаш
Уста Зейнал Наггаш полное имя Кербалаи Зейналабдин Абу Саид оглы Абдуллазаде (азерб. Usta Zeynal Nəqqaş, Kərbəlayi Zeynalabdin Əbu Səid oğlu Abdullazadə; 1839, Ордубад — 1904, Ордубад) — азербайджанский поэт и скульптор. Один из видных ордубадских поэтов и скульпторов в истории Азербайджана XIX века.

## Биография
Уста Зейнал Наггаш с юных лет начал увлекаться поэзией, каллиграфией и живописью. Он посещал медресе в Ордубаде, а затем и в Тебризе, помимо искусства живописи, он в совершенстве изучил арабский и персидский языки и классическую восточную поэзию. Он был одним из самых активных и талантливых членов литературного собрания«Анжумани-шуара», действовавшего в Ордубаде. До нашего времени дошло не так много образцов его литературного наследия. Подробно рассказать о его творчестве невозможно, так как рукописный диван утерян. Однако оставшиеся образцы показывают, что Уста Зейнал Наггаш писал стихи как в классическом, так и в критико-реалистическом стиле.

## Творчество

### Стихи
Его стихи привлекают внимание читателя, благодаря художественными особенностями, оригинальными образами, рифмовкой. Стихи из сатирической поэмы «Как мне знать»:
Gedib əyyami-vüsalın, olacaqmış belə hicr, Həsrətin paki ölüncə qalacaqmış, nə bilim?

Məni biçariyə varmış bu xəyalın fələkin, Zülm əlilə belə viran olacaqmış, nə bilim?

### Стихи социальной направленности
В его стихах критикуются социальные противоречия того времени, а именно господствующие классы, которые держат бедняков в экономическом и духовном рабстве. Он поддерживал связь с членами литературных собраний, действующих в других городах Азербайджана, беседовал с ними, вёл активную переписку..

## Искусство

### Искусство скульптурного дела
Уста Зейнал, который был также искусным скульптором, работал над декоративными украшениями ряда зданий в Ордубаде, Тебризе и Тбилиси и других городах. К числу его работ относится расположенный в Нахичевани ханский дворец и жилой комплекс при нём, дом Гаджи Зейналабдина Тагиева (сейчас является Национальным музеем истории Азербайджана), а также выполненные в родном городе узоры на кладбище Малика Ибрахима. В конце XIX века одним из интересных примеров работы Усты является герб «Шири-Хуршид», который был сделан на задней стене мечети «Джаме» в связи с приездом правителя Каджарской империи Насер ад-Дина Шаха Каджара в Ордубад. В своем стихотворении, выгравированном на стене Джума-мечети в Ордубаде, автор пишет:
Yaran, bu dəhri-dun biz ilə məcrası var, 

Çox xanələr xərab eyləyib, müddəası var.

Aldanmayın bu çərxi-cəfaçü əcuzinə,

Yoxdur vəfası, şərmi, nə də həyası var.

Bu büqəyü-şəriflə Nəqqaşı yad edin, 

Ənbabdan həmişə dua iltiması var.